# Listă de pictori portughezi
Aceasta este o listă de pictori portughezi.

## A
- Jorge Afonso

## B
- René Bértholo
- Carlos Botelho

## C
- Pedro Calapez
- António Carneiro (1872-1930)
- Lourdes de Castro
- José da Cunha Taborda

## D
- António Dacosta

## F
- Garcia Fernandes
- Cristóvão de Figueiredo
- António Manuel da Fonseca (1796-1890)

## G
- Nuno Gonçalves

## H
- João Navarro Hogan

## J
- Manuel Jardim (1884-1923)

## L
- Gregório Lopes
- Cristóvão Lopes (1516-1594)

## M
- José Malhoa
- Maluda
- João Marques de Oliveira
- Francisco Augusto Metrass

## N
- Sá Nogueira (1921-2002)

## O
- Josefa de Óbidos

## P
- António Palolo
- Columbano Bordalo Pinheiro
- Júlio Pomar
- Silva Porto
- Henrique Pousão

## R
- Paula Rego
- Júlio Resende
- José Rodrigues

## S
- Domingos Sequeira
- Vieira da Silva
- António Carvalho de Silva Porto
- Aurélia de Souza
- Amadeo de Souza-Cardoso
- Nikias Spakinakis

## V
- Eduardo Viana